# Roligheten
Roligheten is een plaats in de gemeente Västerås in het landschap Västmanland en de provincie Västmanlands län in Zweden. De plaats heeft 89 inwoners (2005) en een oppervlakte van 22 hectare.